# Sallie Keller McNulty
Sallie Ann Keller (née en 1956, qui publie aussi sous le nom de Sallie Keller–McNulty) est statisticienne et ancienne présidente de la Société américaine de statistique (2006).
Elle est actuellement professeur émérite en biocomplexité et directrice de la division Social and Decision Analytics au sein du Biocomplexity Institute de l'Université de Virginie. Elle rejoint le Bureau du recensement des États-Unis en octobre 2022 en tant que scientifique en chef et directrice associée pour la recherche et la méthodologie, en remplacement de John M. Abowd (en).

## Biographie
Keller obtient son doctorat de statistiques de l'Université d'État de l'Iowa en 1983.
Avant ses fonctions actuelles, elle occupe des postes administratifs et universitaires dans diverses universités, telles que Virginia Tech, l'Université de Waterloo, l'Université Rice et l'Université d'État du Kansas. En dehors du milieu universitaire, Keller occupe également des postes dans plusieurs institutions du gouvernement fédéral, notamment le Science and Technology Policy Institute, la Fondation nationale pour la science et le Laboratoire national de Los Alamos.
Keller est membre de l'ASA (1997) et de l'Association américaine pour l'avancement des sciences, ainsi que membre élu de l'Institut international de statistique. Plus récemment, elle est élue membre de l'Académie nationale d'ingénierie des États-Unis en 2020 pour le développement et l'application de techniques d'ingénierie et de statistiques à l'appui de la sécurité nationale et de l'industrie.
Keller a été rédactrice en chef du Statistical Science, du Journal of Computational and Graphical Studies et du Journal of the American Statistical Society.